# Camp de Hamburg-Tiefstack
 (octobre 2024).
Si vous disposez d'ouvrages ou d'articles de référence ou si vous connaissez des sites web de qualité traitant du thème abordé ici, merci de compléter l'article en donnant les références utiles à sa vérifiabilité et en les liant à la section « Notes et références ».
La camp de Hambourg-Tiefstack est une unité de travail forcé dépendant du camp de concentration de Neuengamme située sur le port de Hambourg et mise à la disposition de la ville et des entreprises Diago Werke, Zementfabrik Tiefstack, Möller et Deutsche Bau AG pour des travaux de déblaiement et le creusement de fossés antichars.
À partir de 1942, le cours de la guerre oblige l’Allemagne nazie à enrôler de nouvelles classes de conscrits qui laissent un vide dans les chaînes de production. Pour compenser ces pertes, les autorités mobilisent d’abord la population féminine, puis des travailleurs forcés étrangers, et finalement la population concentrationnaire. Moyennant finances, la SS organise la mise à disposition des déporté(e)s, soit en installant des entreprises à l'intérieur des camps de concentration, soit en détachant des unités de travail forcé dans des ateliers ou sur des chantiers (Kommandos extérieurs) . Sur la durée de la guerre, Neuengamme administre ainsi dans toute l'Allemagne et jusque dans les îles anglo-normandes, près de 90 Kommandos extérieurs (60 masculins et 24 féminins) qui restent rattachés à leur camp d'origine. La gestion de la main-d'œuvre concentrationnaire donne lieu à d'incessants transferts de détenu(e)s qui empêchent parfois de reconstituer un état des lieux précis des effectifs et des pertes.

## Création
Le 8 février 1945, environ 500 Juives tchèques venues du Kommando extérieur de Hambourg-Neugraben sont transférées dans des baraquements situés dans l’enceinte de l’entreprise Diago Werke, sur le port de Hambourg.
Le Kommando est placé sous la responsabilité du SS Hauptscharführer Friedrich-Wilhelm Kliem,.

## Travail forcé
Les déportées doivent travailler pour les usines Diago et la cimenterie Tiefstack à la fabrication de plaques en béton pour des habitations de fortune,.
Après les bombardements alliés, elles doivent en outre déblayer les décombres dans les quartiers sud de Hambourg et à Buxtehude pour l’entreprise Möller.
Elles doivent enfin creuser des fossés antichars pour la défense de la ville de Hambourg et déblayer la neige en centre-ville.

## Destruction
Le 20 mars 1945, le camp de Tiefstack est détruit par un bombardement allié. On ignore le nombre de victimes. Le 7 avril 1945, la SS transfère les survivantes à Bergen-Belsen.